# Topuni (rivière)
La rivière  Topuni  (en  anglais : Topuni River) est un cours d’eau de la région du Northland de l’Île du Nord de la  Nouvelle-Zélande.

## Géographie
Elle s’écoule essentiellement vers le sud, sur la plus grande partie de son trajet à travers un  Aber (ria ou vallée noyée) dans le nord-est  du système de Kaipara Harbour. La rivière Topuni atteint le fleuve Oruawharo — une branche du mouillage de Kaipara — à 10 kilomètres au nord-ouest de la ville de  Wellsford.